# Fraport
Die Fraport AG (von Frankfurt Airport; handelsrechtlich: Fraport AG Frankfurt Airport Services Worldwide) mit Sitz in Frankfurt am Main ist die börsennotierte Betreibergesellschaft des Flughafens Frankfurt. Als mehrheitlich im staatlichen Eigentum befindliche Gesellschaft gehört Fraport zu den öffentlichen Unternehmen. Fraport ist an weiteren deutschen und ausländischen Flughäfen beteiligt.

## Geschichte

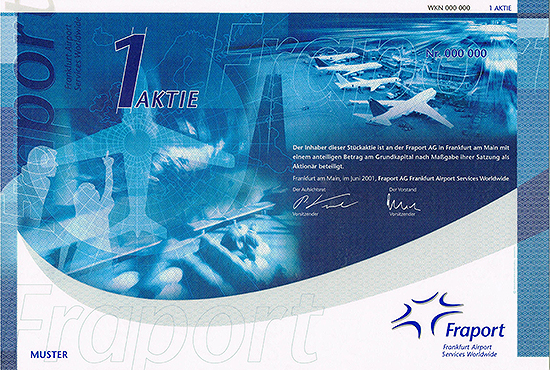
Aktie der Fraport AG (Muster)

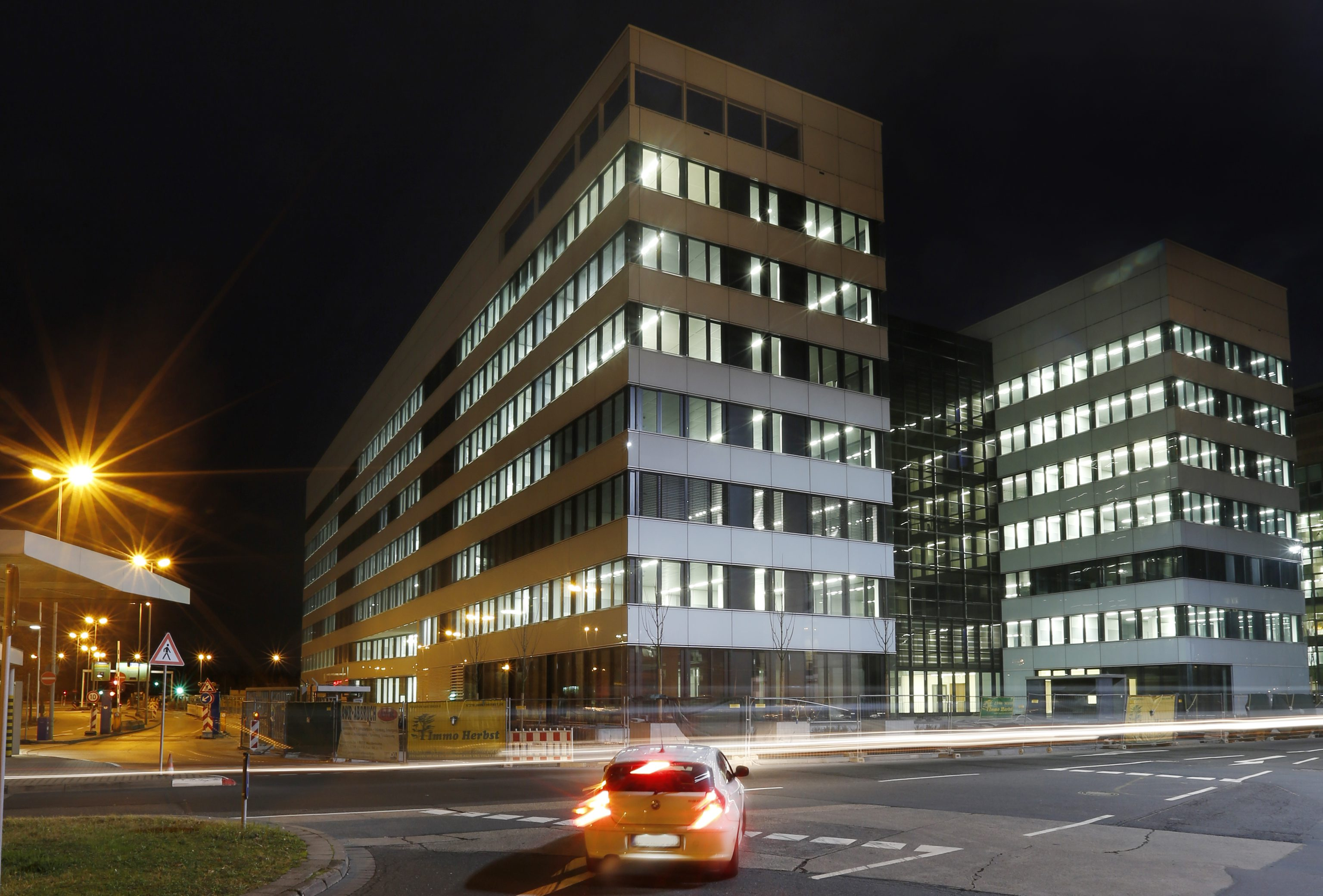
Fraport-Konzernzentrale bei Nacht. Gebäude 178 – Tor 3 – Flughafen Frankfurt

Als der Frankfurter Flugplatz Rebstock in den 1930er Jahren seine Kapazitätsgrenzen erreichte, wurde 1936 im Frankfurter Stadtwald der Flug- und Luftschiffhafen Rhein-Main errichtet.

Nachdem der Flughafen im Zweiten Weltkrieg nicht vollständig zerstört worden war, wurde kurz nach der Errichtung der US Air Base im Jahr 1947 die Verkehrsaktiengesellschaft Rhein-Main (V.A.G.) gegründet und ein paralleles Start- und Landebahnsystem fertiggestellt.

Mit dem Wirtschaftswunder in den 1950er Jahren nannte sich die V.A.G. um in Flughafen Frankfurt/Main AG (FAG).
Der Ausbau der Startbahn West in den 1970er und 1980er Jahren führte zu heftigen Konflikten zwischen dem Flughafenbetreiber und der Umweltbewegung.
Im Jahr 1997 schloss die FAG einen Vertrag mit der philippinischen Regierung zum Bau und Betrieb des geplanten neuen Terminal 3 des Ninoy-Aquino-Airport in Manila, sog. Manila-Terminalprojekt. Die Vereinbarung sah vor, das Terminal zusammen mit einheimischen Partnern zu bauen und danach 25 Jahre lang exklusiv zu betreiben. Die gesamte Investmentsumme von rund 350 Millionen Euro musste später komplett abgeschrieben werden. Später kam es in Deutschland zu staatsanwaltlichen Ermittlungen wegen Korruptions- und Untreuevorwürfen gegen Manager des Unternehmens, die aber wieder eingestellt wurden.
Durch den Börsengang im Jahr 2001 wurde das Unternehmen teilprivatisiert und in Fraport AG Frankfurt Airport Services Worldwide umbenannt. Seit Dezember 2012 befindet sich die Konzernzentrale in einem 57 Millionen Euro teuren Neubau am Tor 3 des Frankfurter Flughafens.
Siehe auch: Geschichte des Frankfurter Flughafens

## Aktionärsstruktur
| Anteil (in Prozent) | Anteilseigner                |
| ------------------- | ---------------------------- |
| 31,31               | Land Hessen                  |
| 20,92               | Stadtwerke Frankfurt am Main |
| 8,44                | Deutsche Lufthansa           |
| 39,33               | Streubesitz                  |

(Stand: 14. Februar 2025)

### Historische Eigentumsverhältnisse
Lange Zeit waren die alleinigen Anteilseigner an der FAG (Flughafen Frankfurt/Main AG) das Land Hessen, die Stadt Frankfurt am Main und der Bund.

#### 1955 bis zum Börsengang
- 45,24 % Land Hessen
- 28,89 % Stadt Frankfurt am Main
- 25,86 % Bundesrepublik Deutschland

#### Nach dem Börsengang 2001
- 31,94 % Land Hessen
- 20,40 % Stadt Frankfurt am Main
- 18,27 % Bundesrepublik Deutschland
- 29,39 % Streubesitz

### Verkauf der Bundesanteile 2005
Im Oktober 2005 verkaufte der Bund seinen bis dahin im Depot der Bundeskasse Bonn bei der Bundesbank-Zentrale Frankfurt am Main verwahrten Anteil für rund 660 Millionen Euro. Wenige Tage nach dem Verkauf der Anteile des Bundes erwarb die Deutsche Lufthansa 5 Prozent der Fraport-Aktien.

## Flughafenbeteiligungen
Das Unternehmen ist an den Flughäfen Antalya (51 % Stimmrechtsbeteiligung) in der Türkei, Lima (70 %) in Peru sowie an den bulgarischen Flughäfen Burgas und Warna (jeweils 60 %) beteiligt. Anfang 2006 erhielt ein Konsortium mit Fraport-Beteiligung von 10 % den Zuschlag für den langfristigen Betrieb des Flughafens Neu-Delhi in Indien. 
Im März 2015 übernahm Fraport den Flughafen Ljubljana zu 100 %.

### Griechenland

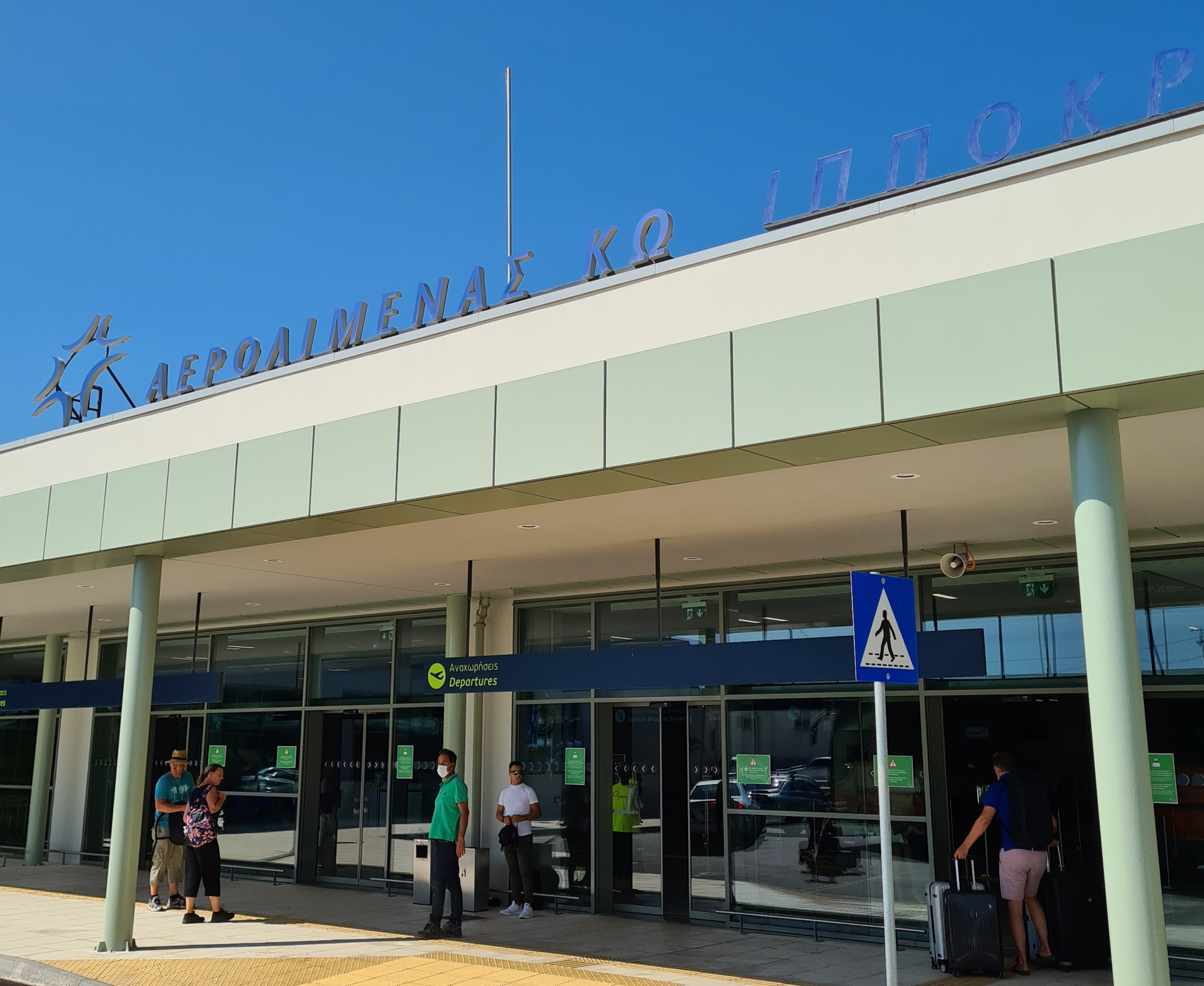
Kos: Flughafenterminal (Fraport), 2021

Bereits im Jahr 2000 beteiligte sich die damalige FAG mit einer Minderheitsbeteiligung am Athener Flughafen. Es war eine der ersten Beteiligungen der heutigen Fraport außerhalb Frankfurts.
Im November 2014 wurde bekannt, dass Fraport zusammen mit der Copelouzos Group den Zuschlag bekommen hat, 14 griechische Flughäfen für 40 Jahre zu betreiben. Fraport/Copelouzos setzte sich u. a. durch gegen die Bietergruppen Holding Corporation America/Metka und Vinci/Ellaktor. Betreiber der 14 griechischen Nationalflughäfen ist die Fraport Greece, die Anteile verteilen sich wie folgt: 73,4 % Fraport und 26,6 % Copelouzos Group. Die Flughäfen sind in Thessaloniki, Aktio, Kavala und Chania sowie die Flughäfen der Inseln Kefalonia, Korfu, Kos, Lesbos, Mykonos, Rhodos, Samos, Santorin, Skiathos und Zakynthos.
Der griechische Staat bleibt Grundeigentümer und bleibt mit 28,5 % am operativen Geschäft beteiligt. Neben dem Kaufpreis in Höhe von 1,234 Mrd. Euro verpflichtete sich Fraport weitere 400 Mio. Euro bis 2021 in die Flughäfen zu investieren. Die Übergabe der Flughäfen wurde Anfang 2017 abgeschlossen.

### Tabellarische Übersicht der Fraport-Flughafenbeteiligungen
| Flughafen    | Anteil                                                       | seit        |
| ------------ | ------------------------------------------------------------ | ----------- |
| Ljubljana    | 100 %                                                        | 2015        |
| Antalya      | 51 % Stimmrechtsbeteiligung                                  |             |
| Lima         | 70 %                                                         |             |
| Burgas       | 60 %                                                         | 2006        |
| Warna        | 60 %                                                         | 2006        |
| Neu-Delhi    | 10 % am langfristigen Betrieb als Mitglied eines Konsortiums | Anfang 2006 |
| Athen        | Minderheitsbeteiligung                                       | 2000        |
| Kavala       | 100 %                                                        |             |
| Fortaleza    | 100 %                                                        | März 2017   |
| Porto Alegre | 100 %                                                        | März 2017   |

## Ehemalige Beteiligungen und Engagements
In Manila hatte die philippinische Projektgesellschaft Piatco, an der Fraport zu 30 Prozent beteiligt war, den Auftrag zum Bau und Betrieb des 3. Terminals gewonnen. Das Projekt wurde kurz vor Fertigstellung durch das oberste philippinische Gericht 2003 unter Hinweis auf Korruption enteignet. Fraport wurden 2011 von einem philippinischen Gericht 175 Mio. Dollar als Entschädigung zugesprochen. Das internationale Schiedsgericht ICSID entschied im Februar 2015, dass Fraport keinen Anspruch auf Entschädigungen hat, da bewusst nationale Gesetze missachtet wurden. Der oberste Gerichtshof des Landes entschied dagegen 2015, dass das Konsortium mit der Fraport-Minderheitsbeteiligung entschädigt werden müsse. Im Oktober 2016 wurden Fraport daher 270 Mio. Dollar Entschädigung überwiesen.
2009 hat Fraport seine 65-prozentige Beteiligung am rund 100 Kilometer von Frankfurt entfernt gelegenen Flughafen Frankfurt-Hahn aus wirtschaftlichen Gründen an das Land Rheinland-Pfalz übertragen. Die Zusammenarbeit mit dem Hunsrück-Flughafen wird jedoch fortgeführt, da dieser als Ausweichmöglichkeit für Nachtflüge dient.
Ein Managementvertrag zum Betrieb des Flughafens in Kairo, Ägypten, endete im Januar 2014. Die 100 %-Tochter Fraport Saudi Arabia war bis Ende Juni 2014 für das Management, den Betrieb und die Weiterentwicklung des Flughafens Dschidda und des Flughafens Riad verantwortlich.
Im August 2018 verkaufte Fraport seine 30%ige Beteiligung am Flughafen Hannover an einen britischen Finanzinvestor (mit Wirkung zum 9. Oktober 2018).
Von September 2008 bis Mai 2022 waren die Frankfurter mit 24,5 % am Flughafen Xi’an (Volksrepublik China) beteiligt.

### St. Petersburg
Anfang 2010 erhielt ein Konsortium mit Fraport-Beteiligung von 35,5 % den Zuschlag für den langfristigen Betrieb des Flughafens St. Petersburg in Russland.
Mit der Veröffentlichung der Pandora Papers wurde Fraport verdächtigt, Sanktionen gegen eine russische Bank zu umgehen. Die geleakten Dokumente erlaubten zum ersten Mal einen tiefen Einblick hinter die Kulissen von Thalita und in die Rolle, die Fraport im verschachtelten Firmen-Konstrukt rund um den drittgrößten Flughafen Russlands in Petersburg spiele, schrieb tagesschau.de am 4. Oktober 2021. Anfang März 2022 wurde bekannt, dass Fraport sein Russlandgeschäft ruhen lassen will, auch die russische Staatsbank VTB ist Anteilseignerin an der Betreibergesellschaft und steht bereits seit der Annexion der Krim 2014 unter Sanktionen. Im Juli 2023 berichtete tagesschau.de, Recherchen von WDR/NDR und SZ belegten, dass in den rund 16 Monaten, die der Krieg gegen die Ukraine andauerte, eine Reihe von Militärmaschinen den Flughafen genutzt hätten. Einige seien später von den Vereinigten Staaten sanktioniert worden, die USA hätten die entsprechenden Maschinen der Wagner-Söldnertruppe zugeordnet.
Die seit Anfang 2010 eingegangene Beteiligung am Flughafen Pulkowo (St. Petersburg) wurde Ende 2023 von Russland enteignet.

## Konkurrenten
Fraport konkurriert mit deutschen und internationalen Flughafenbetreibern um Beteiligungen an Flughäfen. Diese sind unter anderem die französische Vinci, die kanadische Avialliance (ehemals Hochtief Airport), die britische Heathrow Airport Holdings (ehemals BAA) und die australische Macquarie Airports.
Das Unternehmen steht aber auch mit anderen deutschen Flughäfen, insbesondere dem Flughafen München, im direkten Wettbewerb um Volumina der Lufthansa.

## Marketing
Seit ihrer Gründung tritt Fraport als Sport-Sponsor, hauptsächlich im Rhein-Main-Gebiet, auf. Fraport war Hauptsponsor von Eintracht Frankfurt von 2001 bis 2012 und ist seitdem Premiumsponsor. Ebenso unterstützt Fraport den FSV Frankfurt, den 1. FFC Frankfurt und die Kickers Offenbach. Im Juni 2011 gab Fraport bekannt, zur Saison 2011/2012 zusätzlich in den Basketball zu investieren. Die bis dahin als Deutsche Bank Skyliners bekannten Basketballer aus Frankfurt starten seit 2011 als Fraport Skyliners in der Basketball-Bundesliga. Dazu sicherte sich Fraport die Namensrechte am Spielort der Skyliners, der Ballsporthalle Frankfurt. Diese hieß von 2011 bis 2021 Fraport Arena.
Im Bereich Kunst und Kultur unterstützt Fraport das Rheingau Musik Festival, die Weilburger Schlosskonzerte und die Centralstation in Darmstadt.

## Persönlichkeiten
- Erich Becker (1920–2003), Vorstandsvorsitzender 1972–1988
- Hans Krollmann (1929–2016), Aufsichtsratsvorsitzender 1982–1987
- Horstmar Stauber, Vorstandsvorsitzender 1988–1993
- Wilhelm Bender, Vorstandsvorsitzender 1993–2009
- Pascal Behrenbruch, Zehnkampf-Europameister 2012
- Peter Wichtel, Betriebsratsvorsitzender 2002–2010

## Tochtergesellschaften & Beteiligungen
| Name | Sitz               | Anteil   |
| AirIT Services GmbH Planung und Betrieb der Informations- und Kommunikationsinfrastruktur am Flughafen Frankfurt | Lautzenhausen      | 100,0 %  |
| AirITSystems GmbH IT-Dienstleistungen aus den Bereichen Security, Information & Kommunikation, Geschäftsprozesse & SAP sowie Collaboration Solutions | Langenhagen        | 50,0 %   |
| Airmail Center Frankfurt GmbH (ACF) Zentraler Umschlag von internationaler und nationaler Luftpost am Flughafen Frankfurt | Frankfurt am Main  | 40,0 %   |
| Airport Assekuranz Vermittlungs-GmbH Übernahme von Versicherungs- und Schadensangelegenheiten der Fraport AG | Neu-Isenburg       | 100,0 %  |
| Airport Cater Service GmbH Betrieb der Verpflegungseinrichtungen für die Beschäftigten am Flughafen Frankfurt | Frankfurt am Main  | 100,0 %  |
| Airport Service Gesellschaft mbH (ASG) Flugzeuginnenreinigung, Kabinenausstattung, Search & Clean, Flugzeug-Enteisung | Frankfurt am Main  | 49,0 %   |
| Delhi International Airport Private Limited Betrieb, Management und Entwicklung des Flughafens Delhi | Delhi              | 10,0 %   |
| FCS Frankfurt Cargo Services GmbH Full-Service-Pakete für die physische und dokumentarische Frachtabfertigung von Import-, Export- und Transferfracht an den Standorten Frankfurt und Frankfurt-Hahn | Frankfurt am Main  | 49,0 %   |
| Flughafen-Kanalreinigungsgesellschaft mbH (FKG) Erbringung von Dienstleistungen im Bereich Kanal- und Rohrreinigung innerhalb des Fraport Konzerns | Kelsterbach        | 100,0 %  |
| FRA Vorfeldkontrolle GmbH Steuerung der Luftfahrzeuge zwischen Rollfeld/Vorfeld und Flugzeugpositionen; aktuelle Vergabe und Disposition der Flugzeugpositionen/Gates | Kelsterbach        | 100,0 %  |
| FraCareServices GmbH Hilfeleistungen für behinderte Menschen und Personen mit eingeschränkter Mobilität, Sonderbetreuung von alleinreisenden Kindern | Frankfurt am Main  | 51,0 %   |
| FraGround Fraport Ground Services GmbH Personaldienstleistungen im kaufmännischen und gewerblichen Bereich, Arbeitnehmerüberlassung, Personalvermittlung und -rekrutierung, Dienst- und Werkverträge, On-Site-Management                                                                                       | Frankfurt am Main  | 100,0 %  |
| Frankfurt Airport Retail GmbH & Co. KG Betrieb aller Duty Free / Travel Value-Geschäfte, verschiedener Concept-Stores sowie des Crew-Shops am Flughafen Frankfurt | Frankfurt am Main  | 50,00 %  |
| Frankfurter Kanalreinigungsgesellschaft mbH (FKRG) Erbringung von Dienstleistungen im Bereich Kanal- und Rohrreinigung außerhalb des Fraport Konzerns | Kelsterbach        | 100,00 % |
| Fraport Ausbau Süd GmbH Realisierung (d. h. Planung und Bau) des Ausbau Süd inklusive der dazugehörenden Maßnahmen | Frankfurt am Main  | 100,0 %  |
| Fraport Brasil S.A. Aeroporto de Fortaleza Management, Betrieb und Ausbau des Flughafens Pinto Martins in Fortaleza, Brasilien | Fortaleza          | 100,00 % |
| Fraport Brasil S.A. Aeroporto de Porto Alegre Management, Betrieb und Ausbau des Flughafens Salgado Filho in Porto Alegre, Brasilien | Porto Alegre       | 100,00 % |
| Fraport Casa GmbH Ankauf und Bewirtschaftung von Wohnimmobilien im Rahmen des Fraport Casa Programms | Neu-Isenburg       | 100,0 %  |
| Fraport TAV Antalya Airport Management Inc. Terminalbetrieb und -management am Internationalen Flughafen Antalya | Antalya            | 51,0 %   |
| Fraport Immobilienservice und -entwicklungs GmbH & Co. KG Entwicklung und Vermarktung des Mönchhof-Geländes und weiteren Immobilien am Flughafen Frankfurt | Frankfurt am Main  | 100,0 %  |
| Fraport Passenger Services GmbH Passagedienstleistungen für die Condor Flugdienst GmbH am Flughafen Frankfurt | Frankfurt am Main  | 100,0 %  |
| Fraport Regional Airports of Greece Management Company S. A. Betrieb und Management von 14 griechischen Regionalflughäfen | Athen              | 73,4 %   |
| Fraport Slovenija, d.o.o. Management und Betrieb des Ljubljana Airport | Ljubljana          | 100,00 % |
| Fraport Twin Star Airport Management AD Modernisierung, Ausbau und Betrieb der Flughäfen Warna und Burgas | Warna              | 60,0 %   |
| FraSec Fraport Security Services GmbH Sicherheitsdienstleistungen am Flughafen Frankfurt und Flughafen Stuttgart | Frankfurt am Main  | 100,0 %  |
| FSG Flughafen-Service GmbH Erbringung von Entsorgungsleistungen am Flughafen Frankfurt und Umgebung | Frankfurt am Main  | 33,33 %  |
| GCS Gesellschaft für Cleaning Service mbH & Co. Airport Frankfurt/Main KG Gebäude- und Parkhausreinigung, Servicedienstleistungen, Hygieneservices, Technische Instandhaltung, Schädlingsbekämpfung | Frankfurt am Main  | 100,0 %  |
| Lima Airport Partners S.R.L. Flughafen-Management und Betrieb des Flughafens Jorge Chavez International | Lima               | 70,01 %  |
| Media Frankfurt GmbH Vermarktung und Vermietung der Werbeflächen am Frankfurt Airport, Entwicklung von Werbemedien und -konzepten, Produktion der Werbemittel und Consulting | Frankfurt am Main  | 51,0 %   |
| medical airport service GmbH Arbeitsmedizinische/sicherheitstechnische Betreuung von Unternehmen, Beratung im Bereich Gefahrgut/Strahlenschutz, Beratung bei der Baustellensicherheits-Koordination, Betrieb des „Fitpoints“                                                                                   | Mörfelden-Walldorf | 50,0 %   |
| N*ICE Aircraft Services & Support GmbH Enteisung von Flugzeugen, Schulung von Enteisungspersonal, Beratung bezüglich Flugzeugenteisung | Frankfurt am Main  | 52,0 %   |
| Northern Capital Gateway LLC Betrieb des Flughafens Pulkovo, Bau eines neuen internationalen Passagierterminals und Modernisierung des Pulkovo-1 Passagierterminals | St. Petersburg     | 25,0 %   |
| operational services GmbH & Co. KG Betriebs- und betriebsunterstützende IT-Dienstleistungen | Frankfurt am Main  | 50,0 %   |
| Perishable Center GmbH + Co. Betriebs KG Betreuung, Kommissionierung, Qualitätscheck und weitere Frachtdienstleistungen im Perishable Center Frankfurt. Das Perishable Center hat zwei weitere Anteilseigner: 50 Prozent hält der Lebensmittellogistiker Nagel-Group, 40 Prozent die Dettmer Group aus Bremen. | Frankfurt am Main  | 10,0 %   |
| Shanghai Frankfurt Airport Consulting Service Co. Ltd. Airport-Consulting und Personal-Training für Flughäfen in China | Shanghai           | 50,0 %   |
| Terminal for Kids gGmbH Träger von Kinderbetreuungseinrichtungen, Betreiber der Kinder-Notbetreuung "Fluggi-Land" | Mörfelden-Walldorf | 50,0 %   |
| Tradeport Hong Kong Ltd. Logistikdienstleistungen im Bereich Halbleiter und Luftfahrtelektronik | Hongkong           | 18,75 %  |

## Dokumentationen
- Wir sind drin! Konzern-Lobbyisten im Zentrum der Macht, Sascha Adamek, Kim Otto, WDR (2007) (Schwerpunkt Fraport)
- Jobwunder Großflughafen? Über die Verlärmung im Zeichen der Ökonomie, Scobel, 3Sat (2012) (Bericht über Fraport)